# Jerzy Kossak

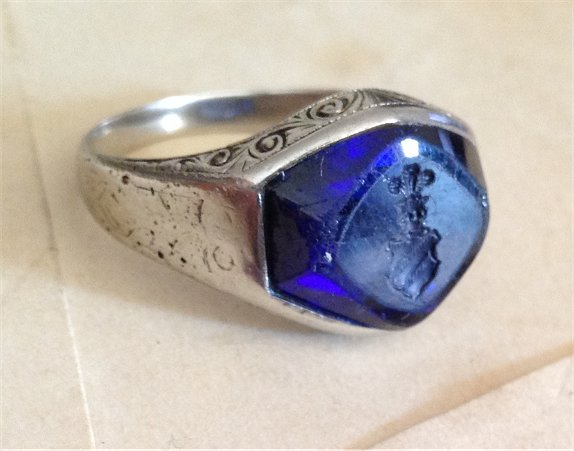
Sygnet herbowy Jerzego Kossaka

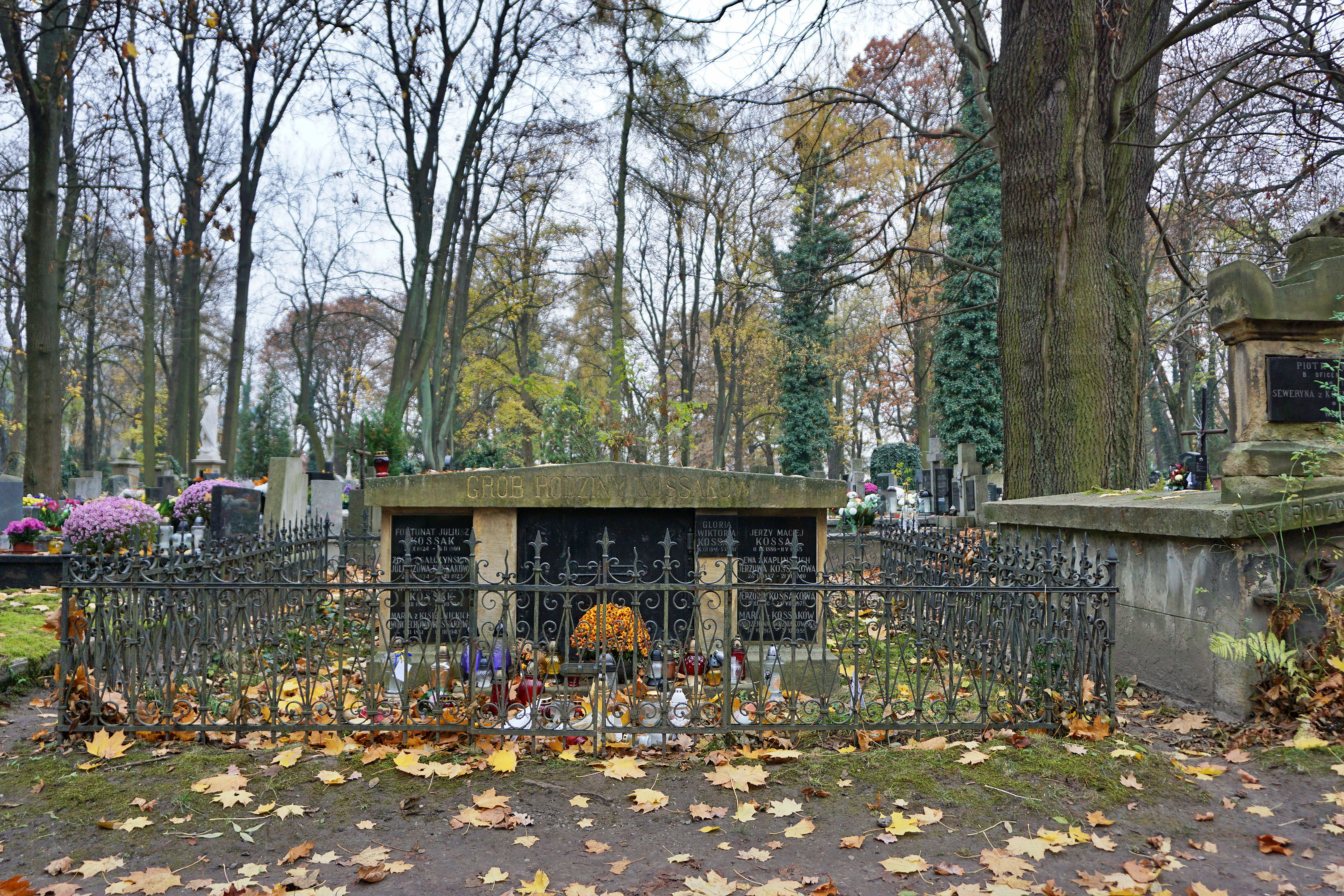
Grobowiec Kossaków na cmentarzu Rakowickim

Jerzy Maciej Kossak (ur. 11 września 1886 w Krakowie, zm. 11 maja 1955 tamże) – polski malarz, przedstawiciel realizmu.

## Życiorys
Urodził się w rodzinie Wojciecha i Marii z Kisielnickich. Był bratem Magdaleny Samozwaniec i Marii Pawlikowskiej-Jasnorzewskiej, wnukiem Juliusza Kossaka. Ukończył Gimnazjum św. Jacka w Krakowie, a następnie Szkołę Kadetów.
Dorastał obserwując pracę swojego dziadka i ojca. Już w dzieciństwie wykazywał spore uzdolnienia plastyczne i był wielką nadzieją dla swojego ojca Wojciecha. Nie przejawiał jednak dużych chęci do nauki w szkole; nie podjął też studiów w żadnej uczelni artystycznej. Szlifował swój talent w pracowni ojca. Pierwszą wystawę miał w 1910 roku w Krakowie, w Towarzystwie Przyjaciół Sztuk Pięknych. Jego talent został dostrzeżony, a wystawiony cykl napoleoński zebrał pochlebne opinie. W czasie I wojny światowej służył na froncie włoskim w randze porucznika pułku austro-węgierskich ułanów. W okresie międzywojennym malował w pracowni stworzonej przez Wojciecha dla ratowania kondycji finansowej rodziny. Jako rotmistrz był instruktorem jazdy w Szkole Oficerów Jazdy w Tarnowie. Poza malarstwem oddawał się sportowi jeździeckiemu i polowaniom. Posiadał własnego konia i uczestniczył w zawodach jeździeckich, biegach myśliwskich i spacerach w siodle. Należał do Związku Polskich Artystów Plastyków, był też członkiem Krakowskiego Klubu Jazdy Konnej, Bractwa Kurkowego, myśliwskiego Towarzystwa św. Huberta oraz Automobilklubu w Krakowie. W czasie II wojny światowej i w trudnych latach powojennych, masowa produkcja obrazów pozwalała żyć zadłużonemu artyście, ale mocno ucierpiała na tym twórczość malarza.

## Życie prywatne
Był dwukrotnie żonaty: z pierwszego małżeństwa zawartego w 1911 roku z ziemianką Ewą z Kaplińskich (1890–1940) miał córkę Marię (1917–1988), z drugiego, z Elżbietą Dzięciołowską-Śmiałowską (1910–1975) dwie córki, Glorię i Simonę. Do końca życia mieszkał wraz z drugą żoną i córkami w Kossakówce – rodzinnym domu Kossaków, kupionym jeszcze przez dziadka Juliusza.
Po śmierci w 1955 roku został pochowany w grobowcu rodzinnym na cmentarzu Rakowickim (kwatera XIIB-płn-po lewej Wędrychowskich).

## Twórczość
Żył w cieniu sławnego ojca, od początku swojej drogi artystycznej naśladował go, wybierał te same tematy, niekiedy nawet malował te same obrazy co on. W okresie służby wojskowej namalował wiele scen o tematyce wojennej. W latach międzywojennych sięgnął do zarzuconego już przez ojca wątku napoleońskiego. Wtedy namalował Odwrót Napoleona spod Moskwy (1927), Bitwę pod piramidami (1927), Huzara z koniem w pejzażu zimowym (1938). Walkę polskich legionów utrwalił na płótnach: Pościg 6. Pułku Ułanów za bolszewikami i Pościg ułanów krechowieckich za bolszewikami, Majora Edwarda Rydza Śmigłego na czele III Batalionu Pierwszej Brygady Legionów prowadzącego atak na pozycje rosyjskie pod Laskami w dniu 28 października 1914, Pogoń ułanów za Kozakami (1938). Nieobca mu była również tematyka folklorystyczna, malował wesela krakowskie i góralskie, sceny polowań (Bieg myśliwych z psami za jeleniem z 1927 roku). Spod jego pędzla wyszło wiele portretów.
Nie spełnił oczekiwań swojego wybitnego ojca. Nie miał większych ambicji i samodzielności twórczej i nigdy nie wypracował swojego indywidualnego stylu. Nie odbył on żadnych podróży, koniecznych do rozwinięcia stylu artystycznego.

## Ordery i odznaczenia
- Złoty Krzyż Zasługi (7 sierpnia 1939)[5]

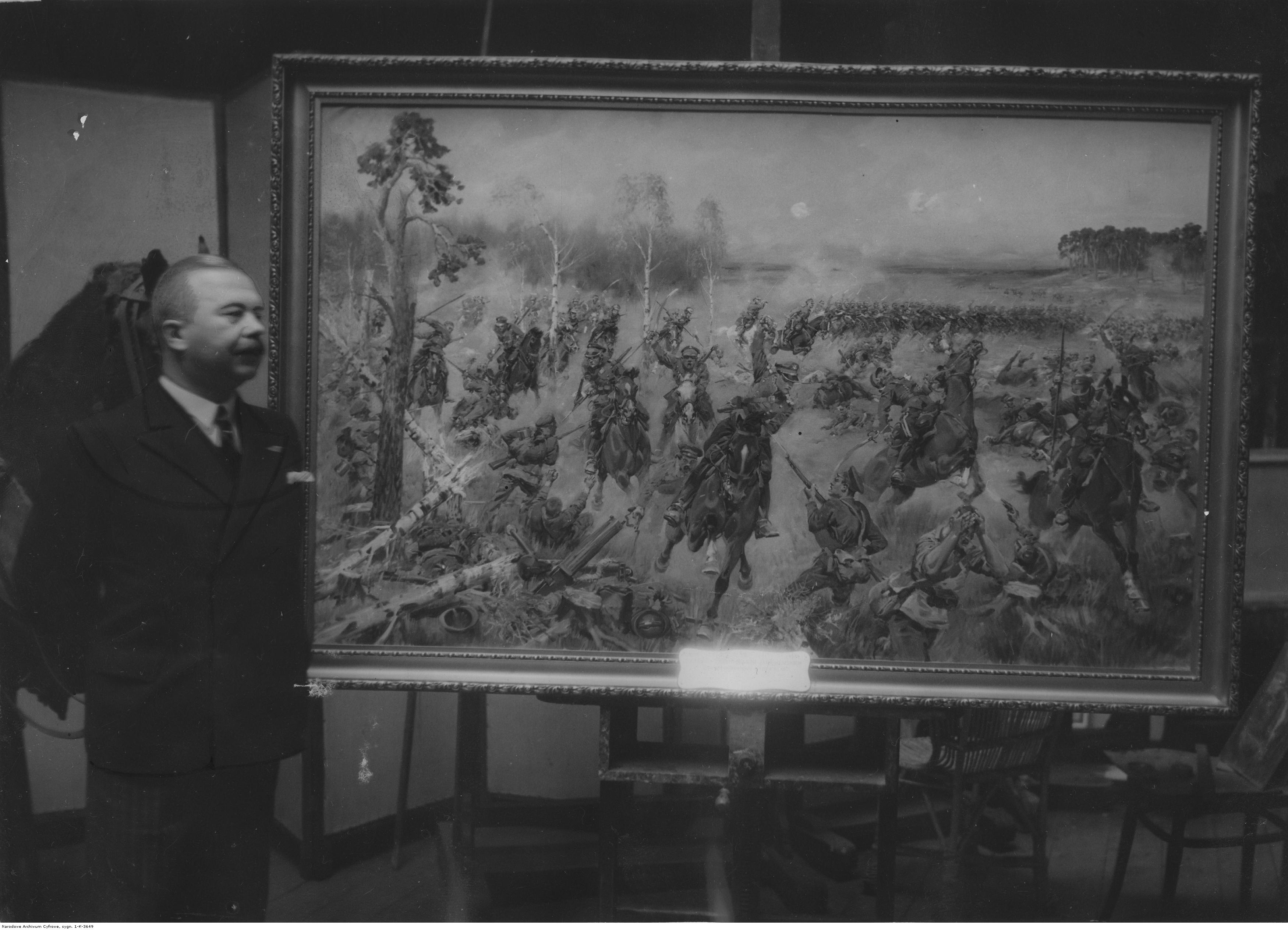
Jerzy Kossak obok swojego obrazu „Szarża pod Grebionką” (1934)